# Semicarbazide
Le semicarbazide, ou N-aminourée, est un composé organique de formule chimique H2N–NH–CONH2. C'est un composé chimique cristallisé, incolore, facilement soluble dans l'eau et l'éthanol, légèrement soluble dans l'éther et le benzène. Il est utilisé principalement sous forme d'un chlorhydrate stable. Il a été employé pour caractériser les composés carbonylés avec lesquels il réagit en donnant des semicarbazones qui cristallisent facilement, ces cristaux fondant à des températures précises.
On obtient le semicarbazide en faisant réagir du cyanate de potassium KNCO avec du chlorhydrate d'hydrazine H3N–NH2Cl, ou de l'hydrate d'hydrazine H2N-NH2·H2O avec de l'urée CO(NH2)2 :
H2N-NH2 + CO(NH2)2 → H2N–NH–CONH2 + NH3.
Les dérivés du semicarbazide (semicarbazones, thiosemicarbazide) possèdent une activité antivirale, anti-infectieuse et antinéoplasique en se liant aux cations de cuivre ou de fer dans les cellules. Le semicarbazide intervient dans la préparation d'antibiotiques de la famille des nitrofuranes (furazolidone (en), nitrofurazone (en), nitrofurantoïne) et de composés apparentés.
Le semicarbazide est également un réactif de détection utilisé en chromatographie sur couche mince (TLC) : il forme avec les α-cétoacides des taches visibles dans l'ultraviolet.